# Robert Beck
Robert Lee Beck (San Diego, 30 dicembre 1936 – San Antonio, 2 aprile 2020) è stato un pentatleta e schermidore statunitense.

## Biografia
Laureatosi in medicina ad Harvard, servì nella United States Navy.
Beck morì ad 83 anni a San Antonio (Texas), dove si era trasferito, per le complicanze dovute al virus del COVID-19, da lui contratto durante un ricovero resosi necessario per una ferita alla testa in seguito a una caduta.

## Palmarès
In carriera ha conseguito i seguenti risultati:
- Giochi olimpici:

Roma 1960: bronzo nel pentathlon moderno a squadre ed individuale.
- Mondiali:

Mosca 1961: bronzo nel pentathlon moderno a squadre.
- Giochi olimpici:

Città del Messico 1968: quarto posto nel pentathlon moderno a squadre
- Giochi panamericani:

Cali 1971: oro nella spada a squadre.